# Heda Gablerová
Heda Gablerová (Hedda Gabler) – ve starších českých překladech Hedda Gablerová – je drama Henrika Ibsena napsané roku 1890. Knižně vyšlo 16. prosince 1890 v nakladatelství Gyldendal v Kodani. Světová premiéra díla se konala za přítomnosti autora 31. ledna 1891 v mnichovském Residentztheater. Inscenace neměla velký úspěch a většina kritiků ji odmítala. Dnes patří toto drama k nejoblíbenějším a nejhranějším Ibsenovým hrám. 
Česká premiéra v překladu Huga Kosterky se odehrála 21. března 1906 ve Švandově divadle v Praze, režíroval ji Vilém Táborský, hlavní roli hrála Marie Táborská.
Drama o čtyřech dějstvích se odehrává v obývacím pokoji Tesmanových během dvou dnů. Všechny dramatické okamžiky se odehrávají za scénou.

## Děj
Hlavní postavou hry je Heda, dcera generála Gablera; je to hrdá žena milující společenský život. Její manžel Dr. Jørgen Tesman je oddaný své práci a své ženě, ale v ničem nevyniká. Slečna Julie Tesmanová, Jørgenova tetička, puntičkářsky pečuje o svého synovce. JUDr. Brack, rodinný přítel, je vypočítavým člověkem, který si umí zařídit život podle svého. S paní Teou Elvstedovou – naivní, nepříliš bystrou dámou – se Heda zná od dětství. Eilert Løvborg, Hedina láska z mládí, má potenciál vykonat velké činy, je ovšem ve vleku své závislosti na alkoholu.
Jørgen se se svou ženou právě vrátil z tříměsíční svatební cesty a očekává, že získá dobré místo na univerzitě. Přichází paní Elvstedová a prosí o pomoc pro Eilerta Løvborga, který je jejím důvěrným přítelem. Doktor Brack informuje Jørgena o tom, že jeho povýšení není úplně jisté, na místo byl totiž vyhlášen konkurz. Eilert se setká s Hedou osamotě, kvůli ní totiž přijel do města. Rozkurážený Løvborg posléze odchází na pánskou jízdu k doktoru Brackovi. Tesman se v noci vrací z večírku s Eilertovou budoucí knihou, kterou našel ležet na ulici. Heda zůstává s rukopisem sama. Přichází zdrcený Løvborg zoufalý ze ztráty knihy. Heda mu neprozradí, že ji má u sebe, místo toho mu dá jednu z pistolí generála Gablera, aby se mohl zastřelit, a rukopis knihy tajně spálí.
Doktor Brack přináší zprávu o Eilertově smrti. Elvstedová a Tesman se rozhodnou zachránit knihu Eilerta Løvborga a začínají znovu skládat její obsah z poznámek. Doktor Brack Hedě naznačí, že kdyby řekl, čí byla pistole, jíž byl Løvborg zastřelen, měla by velké problémy. Heda reaguje sebevraždou.
Heda Gablerová patří k Ibsenovým dramatům společenským. Děj je částečně retrospektivní. Vztahy jednotlivých hrdinů procházejí vývojem. Všechny postavy se snaží najít východisko ze svého života a fungovat v přítomnosti podle daných rolí, ne všem se to ovšem daří. V dramatu lze vysledovat dvě linie postav; Na jedné straně stojí Heda, doktor Brack a Eilert Løvborg snažící se naplnit své ideální představy o životě, na druhé se nachází Jørgen Tesman, Tea Elvstedová a slečna Tesmanová, konformní lidé smíření s maloměšťáckým životem bez větších cílů. Heda se pokouší žít tak, jak si původně představovala, ale kvůli ubohosti svého manžela a limitujícím společenským konvencím se jí to nedaří. Neumí být šťastná. Chtěla by žít vznešeně, dělat velká gesta a nechat si je oplácet. Na světě už ovšem nemá nikoho, kdo by jí byl důstojným partnerem. Proto přichází o veškerou naději. Její smrt je jediným velkým činem, který může svobodně provést.

## České překlady
- Hugo Kosterka (19--)
- J. V. Voženílek (19--)
- Jaroslav Kvapil (19--)
- Jan Rak (1965)
- František Fröhlich (1981)

## Česká uvedení
- Švandovo divadlo Praha, premiéra 21. března 1906, režie Vilém Táborský
- České Národní divadlo v Brně, premiéra 11. ledna 1908, Antoš J. Frýda-Friedl
- Divadlo královského města Plzně, premiéra 30. listopadu 1908, režie Miloš Nový
- Národní divadlo, premiéra 13. ledna 1911, režie Jaroslav Kvapil
- Městské divadlo České Budějovice, premiéra 6. října 1913, režie Bedřich Jeřábek
- Stadt-Theater Troppau/Opava premiéra 19. října 1922, režie Willi Frank
- Národní divadlo v Brně, premiéra 8. února 1928, režie Karel Urbánek
- Státní divadlo Ostrava, premiéra 16. března 1928, režie Jaroslav Kvapil
- Státní konzervatoř hudby v Praze, premiéra 31. března 1936, režie Milan Svoboda
- Městské divadlo Pardubice, premiéra 3. října 1939, režie Antonín Kurš
- Divadlo Anny Sedláčkové, Praha, premiéra 4. dubna 1941, režie Milan Svoboda
- Středočeské divadlo Mladá Boleslav, premiéra 27. února 1947, režie E. M. Bergerová
- Divadelní studio JAMU, 18. března 1959, režie Libor Pleva
- Divadlo Františka Xavera Šaldy, Liberec 23. ledna 1965, režie Milan Votruba
- Městská divadla pražská, premiéra 22. dubna 1965, režie Alfréd Radok
- Divadlo pracujících Most, premiéra 21. září 1969, režie Antonín Novotný
- Divadlo Vítězného února, Hradec Králové, premiéra 20. října 1973, režie Jan Novák
- Divadlo E. F. Buriana, Praha, premiéra 5. dubna 1978, režie Josef Palla
- Realistické divadlo Zdeňka Nejedlého, Praha, premiéra 14. listopadu 1983, režie Karel Kříž
- Činoherní studio Ústí nad Labem, premiéra 28. května 1984, režie Ivan Rajmont
- Městské divadlo Brno, premiéra 14. září 1996, režie Zdeněk Černín
- Činoherní klub, Praha, premiéra 16. prosince 1996, režie Ladislav Smoček
- Těšínské divadlo, premiéra 28. října 2000, režie Jakub Korčák
- Skandinávský dům, premiéra 8. dubna 2006. režie Ondřej Buddeus
- Národní divadlo moravskoslezské, Ostrava, premiéra 7. června 2008, režie Jan Mikulášek
- Švandovo divadlo na Smíchově, Praha, premiéra 27. února 2010, režie Daniel Špinar
- Buranteater, Brno, premiéra 21. května 2011, režie Adam Doležal
- Horácké divadlo Jihlava, premiéra 19. září 2020, režie Tomáš Procházka
- Činoherní studio Ústí nad Labem, premiéra 27. listopadu 2020 (online), režie David Šiktanc
- Činoherní klub, premiéra 28. února 2025, režie Jiří Havelka[4]

## Filmové zpracování
- Hedda Gabler, britský film režiséra Matthew Johna z roku 2016